# Carl H. June
Carl H. June (nacido en 1953) es un inmunólogo y oncólogo estadounidense. En la actualidad es catedrático Richard W. Vague de Inmunoterapia en el Departamento de Patología y Medicina de Laboratorio de la Facultad de Medicina Perelman de la Universidad de Pensilvania, y es conocido sobre todo por sus investigaciones sobre terapias con células T para el tratamiento de varios tipos de cáncer. En 2020 fue elegido miembro de la Sociedad Filosófica Americana.

## Educación y carrera
June se graduó en la Academia Naval de EE.UU. en 1975 y se licenció en Medicina por el Baylor College of Medicine en 1979. Pasó su cuarto año de medicina en la Organización Mundial de la Salud en Ginebra, Suiza, estudiando inmunología y malaria con el Dr. Paul Henri-Lambert, y completó su formación clínica en medicina interna y oncología médica de 1979 a 1983 en el Centro Médico Naval Nacional de Bethesda, Maryland. June realizó un postdoctorado en biología de los trasplantes con E. Donnall Thomas y John Hansen en el Fred Hutchinson Cancer Center de Seattle de 1983 a 1986. Tras completar su formación, regresó a Bethesda, donde fundó el Programa de Biología Celular Inmunitaria del Centro de Investigación Médica Naval y fue jefe del departamento de inmunología de 1990 a 1995. También fue profesor de medicina y de biología celular y molecular en la Uniformed Services University for the Health Sciences. En 1999 June se incorporó a la Universidad de Pensilvania como profesor de ingeniería molecular y celular en la facultad de medicina de la Universidad de Pensilvania e investigador en el Abramson Family Cancer Research Institute, donde permanece en la actualidad. Está colegiado en medicina interna y oncología.

## Investigación
June ha sido pionero en el campo de la inmunoterapia, más conocido por el desarrollo de la terapia con células T contra el cáncer. En los años 80, su laboratorio apoyó la investigación de la molécula CD28 como principal interruptor de control de las células T. Unos años más tarde, probó la capacidad de cultivar CAR-T modificadas genéticamente en humanos, descubriendo que las células podían injertarse y persistir en pacientes con VIH/SIDA durante años. Su trabajo condujo al desarrollo y comercialización de tisagenlecleucel, la primera terapia celular aprobada por la FDA.

## Premios y distinciones
- 1978 - Alfa Omega Alfa Sociedad Médica.
- 1978 - Premio Michael E. DeBakey Scholar al estudiante de medicina más destacado, Baylor College of Medicine.
- 1991 - Miembro del Colegio Americano de Médicos.
- 1996 - Legión al Mérito de la Marina de los EE. UU.
- 1996 - Premio Dexter Conrad, Oficina de Investigación Naval, máximo galardón de la Marina por logros científicos.
- 1997 - Premio Frank Brown Berry de Medicina Federal
- 2001 - Premio Burroughs Wellcome Fund: profesor visitante en ciencias médicas básicas
- 2002 - Premio a la Trayectoria, Sociedad de Leucemia y Linfoma
- 2002 - Premio William Osler, Facultad de Medicina de la Universidad de Pensilvania
- 2005-09 - Premio Bristol-Myers Squibb a la libertad para descubrir
- 2005 - Premio del Laboratorio Federal a la Excelencia en la Transferencia de Tecnología.
- 2012 - Premio William B. Coley a la Investigación Distinguida en Inmunología Básica y Tumoral.
- 2012 - Conferencia y Premio Earnest Beutler, Sociedad Americana de Hematología.
- 2012 - Elegido miembro del Instituto de Medicina
- 2013 - Premio Filadelfia
- 2013 - Premio Richard V Smalley, Sociedad de Inmunoterapia del Cáncer
- 2014 - Elegido miembro de la Academia Americana de las Artes y las Ciencias.
- 2014 - Premio Steinman a la Investigación en Inmunología Humana, Asociación Americana de Inmunólogos.
- 2014 - Premio Aubrey Evans / Casa Ronald McDonald
- 2014 - Premio Karl Landsteiner Memorial, AABB.
- 2014 - Premio Taubman a la Excelencia en Ciencia Médica Traslacional.
- 2014 - Premio Hamdan a la Excelencia en Investigación Médica
- 2015 - Premio Paul Ehrlich y Ludwig Darmstaedter.
- 2015 - Premio Watanabe de Investigación Traslacional, Universidad de Indiana y Eli Lilly
- 2015 - Conferencia del Premio a la Trayectoria, Simposio de Invierno de Miami
- 2015 - Premio Debrecen de Medicina Molecular, Universidad de Debrecen
- 2015 - Premio AACR-CRI Lloyd J. Old en Inmunología del Cáncer.
- 2015 - Premio a la Investigación Distinguida en Ciencias Biomédicas, Asociación de Facultades de Medicina de Estados Unidos.
- 2015 - Conferencia del Premio E. Donnall Thomas, Sociedad Americana de Trasplante de Sangre y Médula Ósea.
- 2016 - Medalla John Scott
- 2016 - Premio al Graduado Distinguido, Academia Naval de EE. UU.
- 2016 - Premio Novartis de Inmunología.
- 2016 - Premio a los logros en investigación clínica.[7]
- 2017 - Premio Karnofsky, ASCO
- 2017 - Premio al Científico Distinguido, Asociación de Institutos Americanos del Cáncer
- 2018 - Time 100: Las personas más influyentes de 2018.[8]
- 2018 - Albany Medical Center Prize en Medicina e Investigación Biomédica.[9]
- 2018 - Premio Passano
- 2019 - Investigador distinguido de ACTS: Premio a la traslación de la prueba de concepto a la aplicabilidad para la práctica clínica generalizada
- 2019 - Premio Harrington de la Sociedad Americana de Investigación Clínica
- 2019 - The Edward Netter Leadership Award, Alliance for Cancer Gene Therapy [10]
- 2020 - Premio Lorraine Cross[11]
- 2020 - Miembro electo de la Sociedad Filosófica Americana
- 2020 - Premio a la Excelencia en el Valle del Genoma, BioAsia
- 2020 - Miembro electo de la Academia Nacional de Ciencias
- 2021 - Premio Dan David[12]
- 2021 - Premio a la Excelencia, Sociedad Americana de Terapia Génica y Celular.
- 2022 - Premio Keio de Ciencias Médicas.[13]
- 2022 - Premio Internacional Maria I. New de Investigación Biomédica[14]
- 2023 - Premio Phacilitate a la Trayectoria [15]
- 2023 - Clarivate Citation Laureates[16]
- 2024 - Breakthrough Prize in Life Sciences[17]
- 2024 - Abarca Prize[18]